# Darren Bundock
Darren Bundock (31 de março de 1971) é um velejador australiano, medalhista olímpico. Ele competiu nos Jogos Olímpicos de Verão de 2000 na classe Tornado e conquistou a medalha de prata, ao lado de John Forbes. Oito anos depois, nos Jogos Olímpicos de Verão de 2008, voltou a conseguir a prata neste mesma classe, desta vez com Glenn Ashby.
Bundock aprendeu a navegar com seu pai. Em 1980, aos oito anos, conquistou o Campeonato Inaugural Maricat 4.3 Sloop Rigged. Nos sete anos seguintes, ele navegou com vários capitães experientes e aprimorou suas habilidades. Em 1987 ele assumiu o comando de seu próprio catamarã e venceu o Campeonato Australiano na classe Maricat de 14 pés aos dezesseis anos. Bundock navegou com o Team New Zealand na regata final da Extreme Sailing Series de 2010. Além disso, ele se juntou à equipe Oracle da America's Cup World Series em 2011, como capitão substituto e timoneiro de Russell Coutts.